# Hilchenhaus

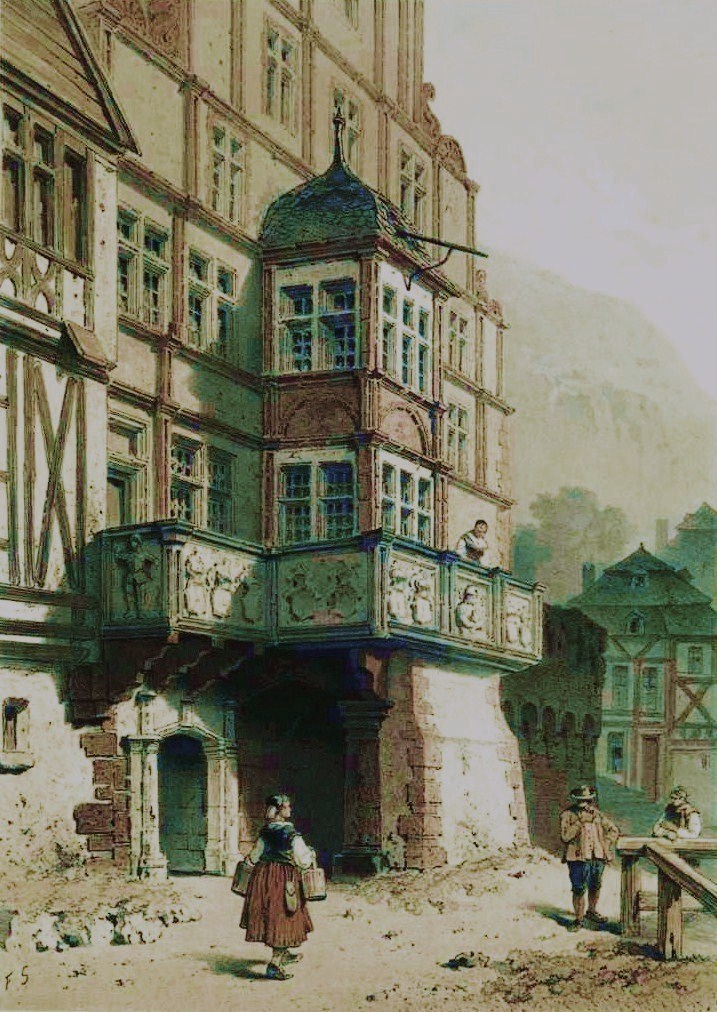
Erker mit Balkon des Hilchenhauses in Lorch (Rheingau). Farblithographie v. François Stroobant von 1854

Das Hilchenhaus ist ein Steinhaus aus dem 16. Jahrhundert in Lorch im Rheingau. Es gilt als bedeutendster Renaissance-Bau im Weltkulturerbe Oberes Mittelrheintal.

## Beschreibung
Das Hilchenhaus ist ein dreigeschossiger Steinbau mit monumentaler Schaufassade zum Rhein hin, der im Gegensatz zu der für die Region charakteristischen Fachwerkbauweise steht. Zwei kräftige Säulen tragen einen zweistöckigen Erker. Der Balkon um den Erker im ersten Stock verlief ursprünglich über die ganze Rheinfront. Der vierstöckige Staffelgiebel mit Lünetten und Voluten schließt die Rheinfront ab. Die zwei- und dreiteiligen Fenster sind mit reichen Sandsteinbauteilen versehen. Auf der Seite befindet sich ein quadratischer Treppenturm, der auf das Jahr 1548 datiert ist.

## Geschichte
Feldmarschall Johann Hilchen von Lorch († 1548), der dem bedeutenden Adelsgeschlecht Hilchen von Lorch entstammte, ließ das Haus kurz vor seinem Tod zwischen 1546 und 1548 errichten, erlebte aber die Fertigstellung nicht mehr. Nach dessen Tod erbte Maria, seine einzige Tochter, das Hilchenhaus. Sie war die Ehefrau von Ritter Adam (III.) Vogt von Hunolstein († 1540) und war zu diesem Zeitpunkt seit acht Jahren verwitwet. Nach ihrem Tod 1561 fiel das noch immer unfertige Haus an ihren Sohn Johann (IV.) von Hunolstein, der es schließlich 1573 mit Vollendung des Giebels fertigstellen ließ.
Im März 1675 und 1676 trafen sich der Kurfürst von Mainz Damian Hartard von der Leyen und sein älterer Bruder der Kurfürst von Trier Karl Kaspar von der Leyen im Hunolsteinerhof, wie das Hilchenhaus in dieser Zeit genannt wurde. (Nicht zu verwechseln mit dem ehemaligen Hunolsteinerhof in der Langgasse 12, dem heutigen Schönbornshof). Auch der Mainzer Kurfürst Lothar Franz von Schönborn übernachtete 1696 auf der Rückfahrt von Bad Ems nach Mainz in dem feudalen Wohnhaus in Lorch.
Bis 1716 war es in hunolsteinschem Besitz. Mit dem Tode des kinderlosen Ernst Ludwig von Hunolstein starb die Sötersche Linie dieses Geschlechtes aus. Eigentlich hätte laut dem 1588 geschlossenen Erbteilungsvertrag der gesamte Besitz zurück an die noch verbleibende merxheimische Linie und die dürkastellische Linie fallen sollen. Testamentarisch hatte Ernst Ludwig aber die Herrschaft Sötern an die noch minderjährigen Enkel seiner Schwester den Gebrüdern Eckebrecht von Dürckheim übertragen, was zu einem fast 75-jährigen Rechtsstreit führte. Dessen ungeachtet verkauften die Vormünder der Erben, zur Deckung von immensen Schulden, bereits am 17. Februar 1718, unter anderem auch den gesamten Lorcher Besitz für 21100 fl. an den Freiherrn Anton von Sohlern und der Münda, der 1690 von Kaiser Leopold I. in den Adelsstand erhoben worden war.
Anton von Sohlern hatte bei den Kurfürsten von Trier Karriere gemacht. 1670 erscheint er als kurtrierischer geheimer Hofrat und ist gleichzeitig Amtsverwalter zu Boppard und Montabaur. 1675 ist er Hofgerichtsdirektor, 1711 Hofkanzler. Er soll mit seinem großen Einfluss den trierischen Kurfürsten Johann VIII. Hugo von Orsbeck nach beharrlicher Weigerung die Einwilligung für die Einrichtung der Kurfürstenwürde für das protestantische Kurfürstentum Braunschweig-Lüneburg (Hannover) abgerungen haben. Hannover soll sich mit einer sehr großen Summe bei Anton von Sohlern erkenntlich gezeigt haben. So konnte er zusätzlich zu seinem Besitz sehr viele Besitztümer erwerben, die er seinen drei Söhnen hinterließ

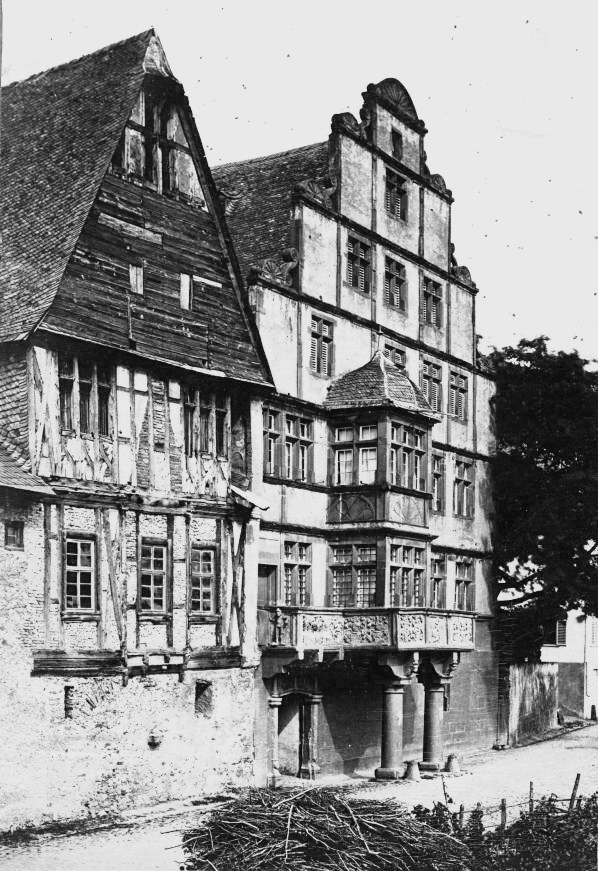
Das „alte“ und das „neue“ Hilchenhaus in Lorch am Rhein. Das Fachwerkgebäude links war das frühere Stammhaus der Hilchen von Lorch, es wurde 1885 wegen Baufälligkeit niedergelegt.
Foto: Carl Hertel, Mainz (* 1832 Darmstadt, † 1905 Auerbach)

Sein Sohn Freiherr Carl Heinrich von Sohlern bekam den erworbenen Lorcher Besitz und übernahm 1722 das Hilchenhaus als Stammsitz seiner Familie. Er gab sich und seiner Familie den Namenszusatz zu Lorch, um sich von den Linien seiner Brüder abzugrenzen, die sich Freiherr Anton von Sohlern zu Grarod und Freiherr Johann Hugo von Sohlern zu Nastätten nannten. (Die Nastätter Linie von Sohlern lebt bis heute fort. Von ca. 1890 bis 2013 hatte sie ihren Familiensitz auf der Burg Gößweinstein in der Fränkischen Schweiz. Ein Nachfahre ist der Schauspieler Gilbert von Sohlern.)
Die Lorcher Linie erlosch 1821 im Mannesstamm mit dem Tod des Freiherrn Franz Georg von Sohlern zu Lorch. So kam das Erbe an seine Schwester Maria, die mit dem kurtrierischen Kammerherrn und Jägerhauptmann Freiherr Carl Heinrich von Hausen verheiratet war.
Die Familien von Sohlern und die Nachfolger von Hausen waren zwar nicht mit den Hilchen verwandt, fühlten sich aber durch die Übernahme des Besitzes eng mit Johann Hilchen verbunden. So ließ 1838 die Freifrau Amalia von Plettenberg-Engsfeld geb. von Sohlern, sein Epitaph in der Pfarrkirche St. Martin renovieren. 1880 erfolgte eine weitere Renovierung durch Ferdinand von Hausen. 
Um die Jahrhundertwende ging dann der Besitz an den Grafen von Walderdorff über. 1885 wurde das alte Stammhaus der Hilchen, das an das „neue“ Hilchenhaus angrenzte, wegen Baufälligkeit niedergelegt.

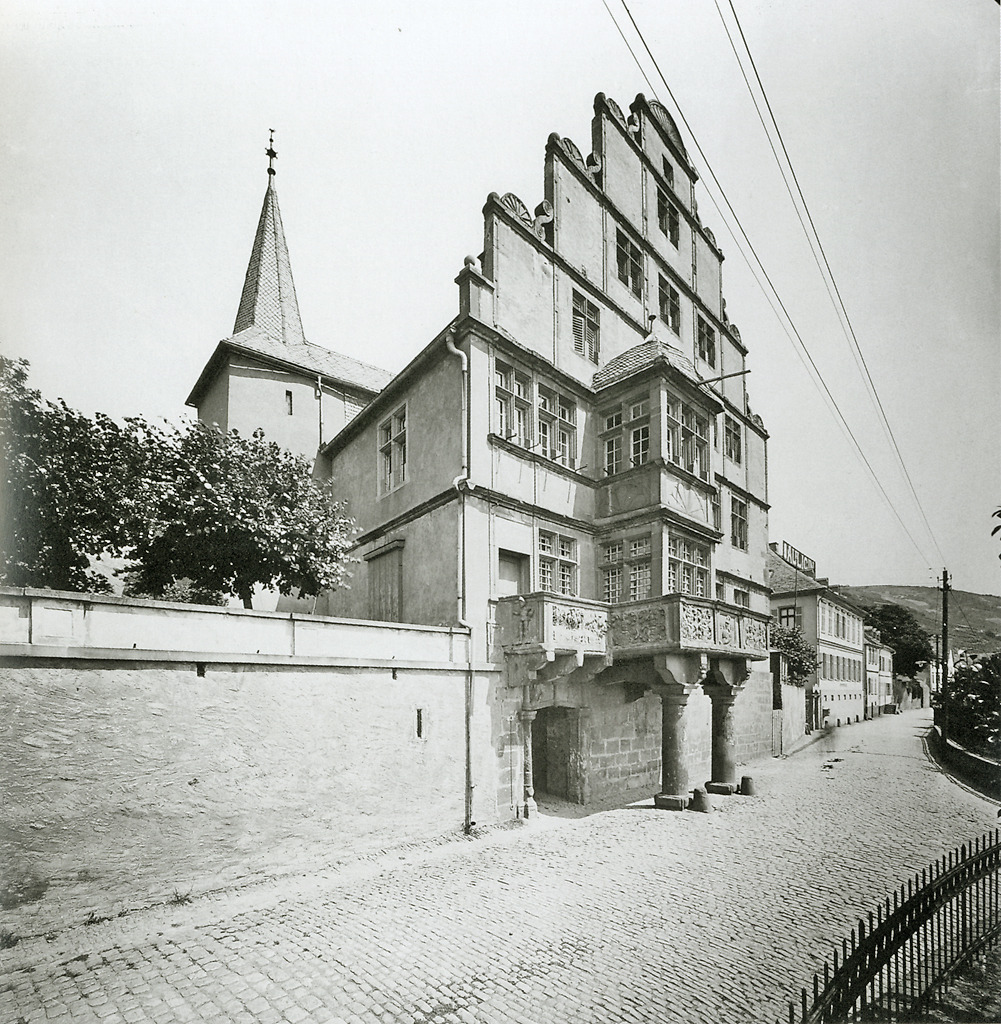
Das Hilchenhaus um das Jahr 1900.
(Fotografie: Albrecht Meydenbauer)

1926 kaufte Albrecht Graf von Kanitz das Hilchenhaus. Seine Urgroßmutter mütterlicherseits, Therese Gräfin von Kielmannsegg, († 1863) war die jüngere Tochter des Reichsfreiherrn Heinrich Friedrich Karl vom und zum Stein († 1831). Sie wurde, da die Ehe ihrer älteren Schwester Henriette Gräfin von Giech zu Thurnau († 1865) kinderlos blieb, zur Alleinerbin des Stein'schen Besitzes. Ihr Mann Ludwig Ferdinand Graf von Kielmannsegg, mit dem sie drei Kinder hatte, erwarb in den 1840er Jahren, nach der Ablösung des Zehnten im Herzogtum Nassau den neben dem Hilchenhaus liegenden nassauischen Zehnthof von der nassauischen Domäne, um das geerbte Stein'sche Weingut in Lorch zu vergrößern. Er verlagerte das Gut von der Wisperstraße hierher. Graf Albrecht zu Kanitz war durch weibliche Erbfolge zum neuen Herrn der Freiherrichen vom und zum Stein'schen Güter geworden. So lag es für ihn nahe, die angrenzende Liegenschaft mit dem Hilchenhaus zu erwerben, um das Weingut nochmals zu vergrößern. Im Keller wurde ein Weinlokal eingerichtet und das Haus zu Wohn- und Gewerbezwecken vermietet. 1930 wurde die Schaufassade des Hilchenhauses mit Hilfe des Landeskonservators restauriert.

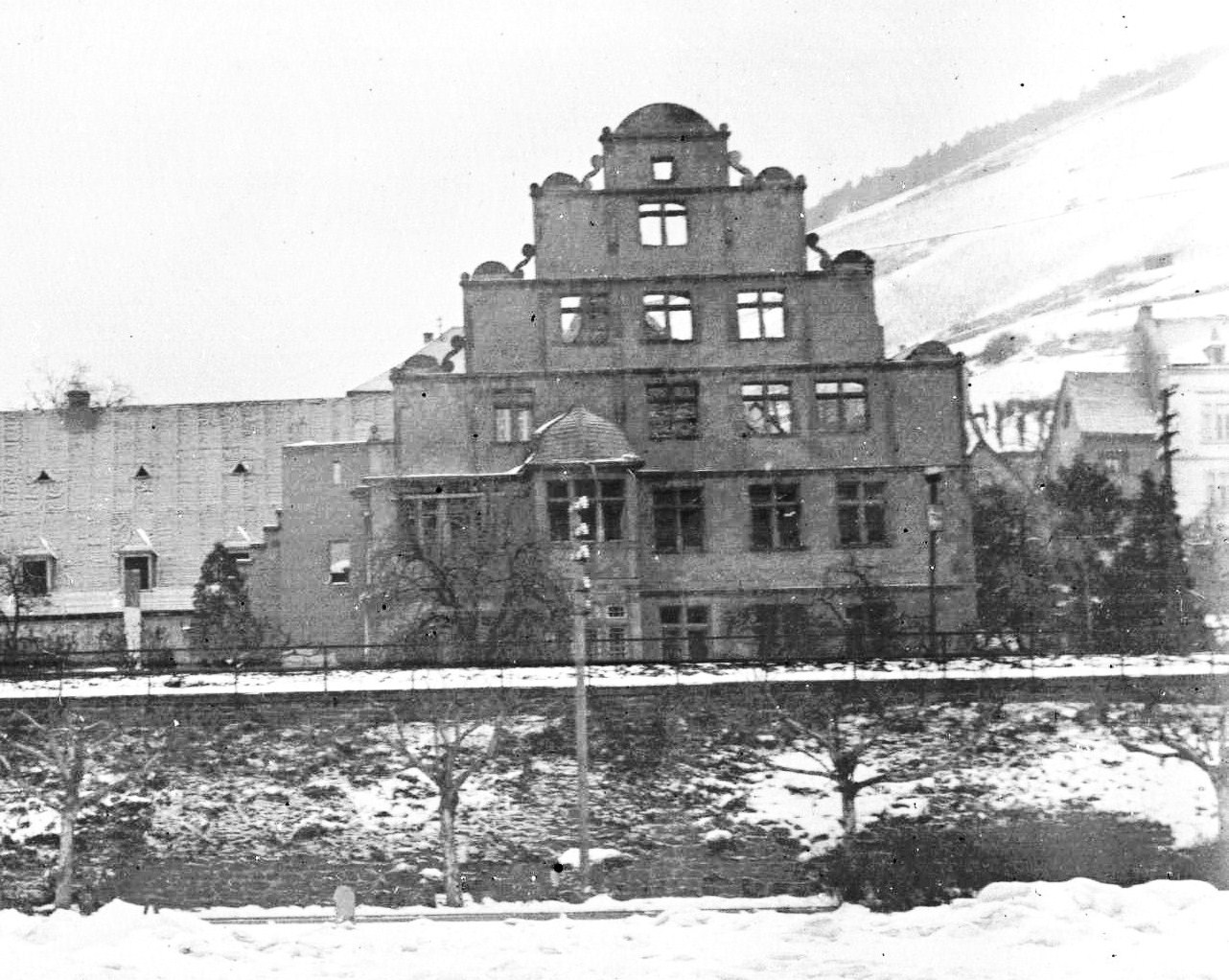
Ausgebranntes Hilchenhaus im Januar 1946 durch Artilleriebeschuss im März 1945.

Nach starker Zerstörung im Zweiten Weltkrieg wurde es Anfang der 1950er Jahre notdürftig instand gesetzt, verwahrloste aber weiterhin. Im sogenannten Rittersaal wurden Reben veredelt. Der Keller wurde, wie zuvor in den 1920er Jahren, als Weinlokal verpachtet. In den 1960er Jahren fanden kurze Zeit italienische Gastarbeiter einfache Unterkunft. Nach dem Auszug der Rebveredlung renovierte der Gesangverein Eintracht den Rittersaal in Eigenleistung, um ihn als Proben- und Veranstaltungsraum zu nutzen. In den 1970er Jahren wurde nochmals die Schaufassade mit öffentlichen Mitteln renoviert. In den 1980er Jahren wurde die stark verwitterte, wappenverzierte Balkonbrüstung aus gelbem Sandstein abgenommen und sichergestellt.

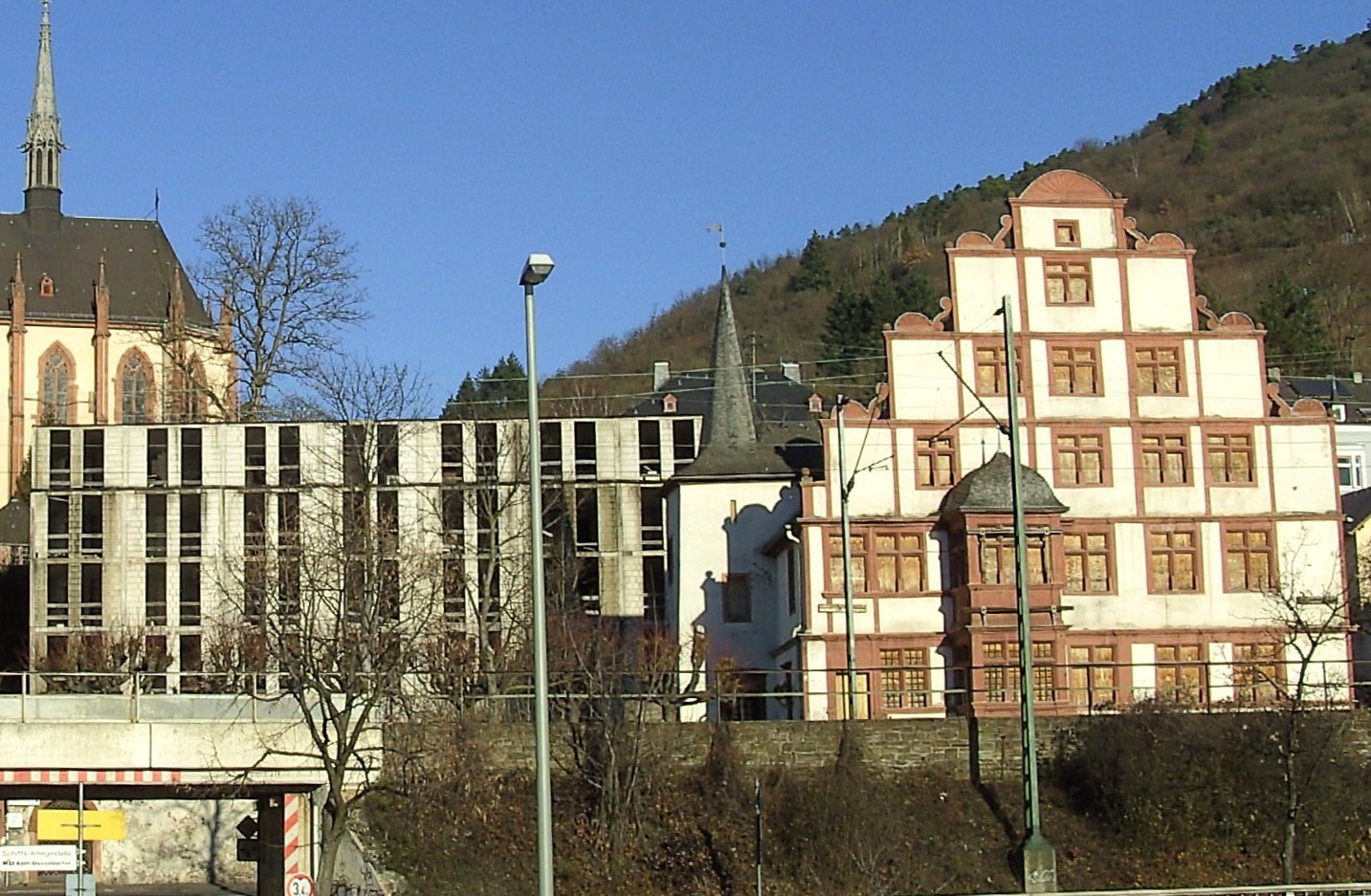
Das Hilchenhaus vor der Sanierung mit Hotel-Rohbauruine. Aufnahme aus dem Jahr 2009.

Ende der 1990er Jahre gab es Bemühungen, das Mittelrheintal in die UNESCO-Weltkulturerbeliste aufnehmen zu lassen. Das seit einigen Jahren leerstehende Hilchenhaus wurde dadurch zum Spekulationsobjekt für potentielle Investoren. Ein ostwestfälischer Unternehmer wollte das Hilchenhaus umnutzen und durch zwei Ergänzungsbauten erweitern. Entstehen sollte ein Vier-Sterne-Hotel mit Wellnessabteilung. Nachdem ein viergeschossiger Rohbau hinter dem Hilchenhaus errichtet worden war, für den eine wertvolle Zehntscheune aus dem 18. Jahrhundert mit Genehmigung des Denkmalschutzes weichen musste, ging der Investor in den Konkurs. Übriggeblieben war von den Plänen nur der Rohbau, der die Sicht auf Lorchs gotische Pfarrkirche St. Martin empfindlich störte, sowie das völlig entkernte Hilchenhaus selbst. Es galt mittlerweile als einsturzgefährdet und wurde daher vom Rheingau-Taunus-Kreis provisorisch abgesichert.

## Heutige Situation

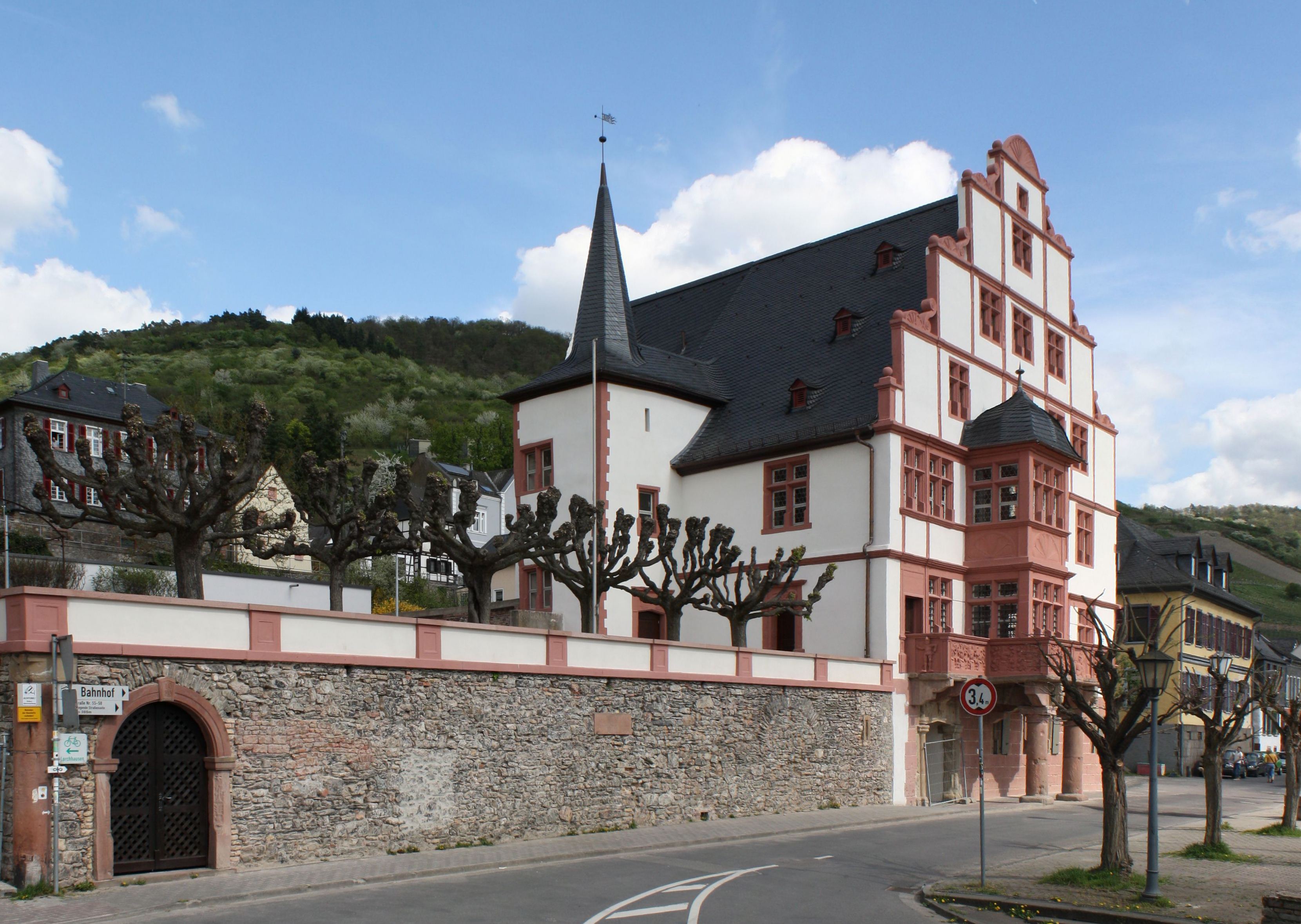
Hilchenhaus nach Abschluss der Sanierung. Aufnahme April 2014.

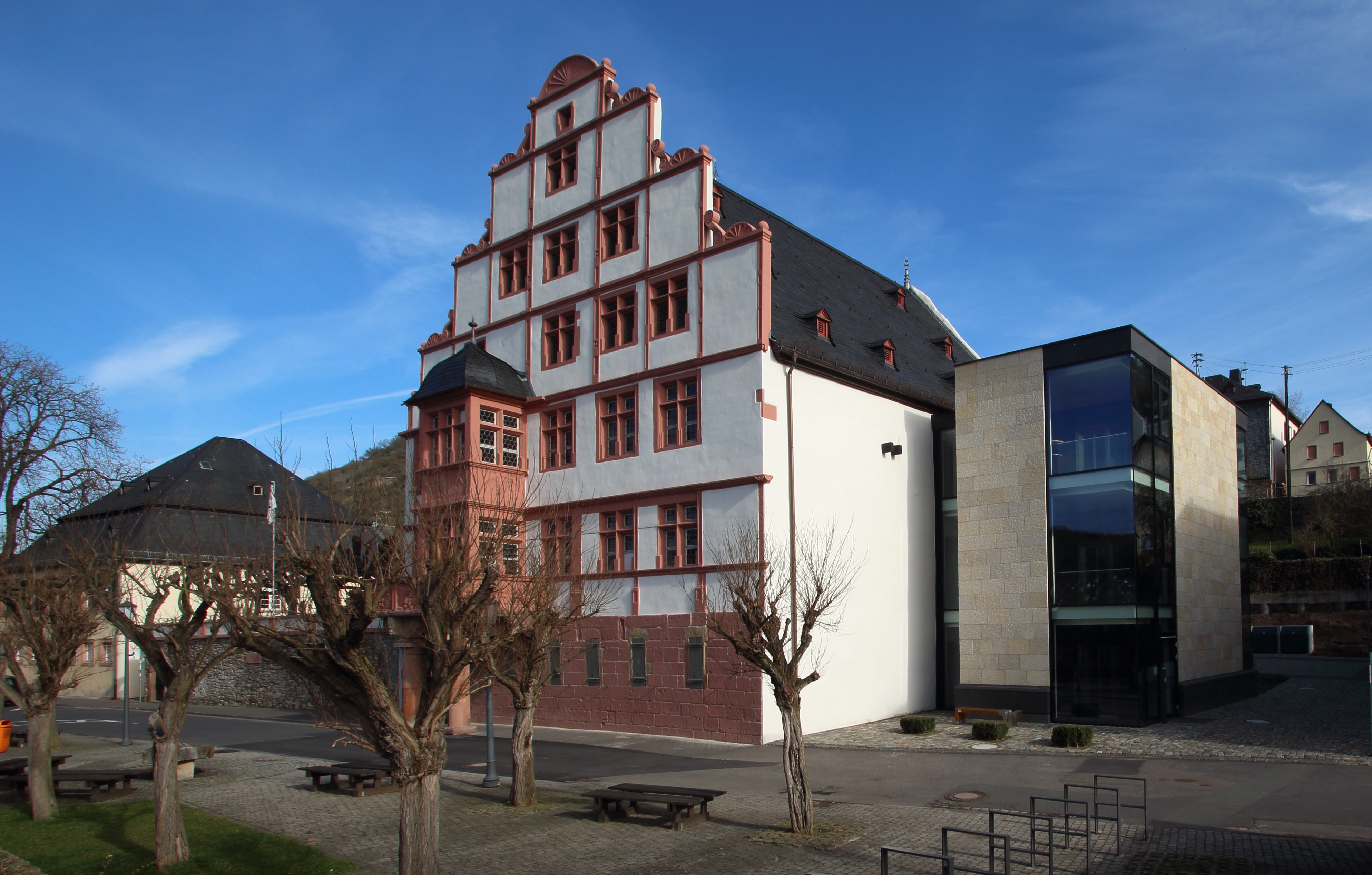
Hilchenhaus mit neuem Erschließungsanbau nach Abschluss der Sanierung.

Aufgeschreckt durch die desolate Situation wurde u. a. durch Bemühungen einer Bürgerinitiative eine grundlegende Sanierung des Hilchenhauses durchgeführt.
Im Jahre 2009 wurde das Hilchenhaus durch das Bundesinstitut für Bau-, Stadt- und Raumforschung (BBSR) in Bonn in das Investitionsprogramm Nationale UNESCO-Welterbestätten aufgenommen. 5,2 Mio. EUR wurden dort für die Sanierung des Hilchenhauses bereitgestellt, das Land Hessen unterstützte die Sanierung mit weiteren 500.000 EUR. Einen Eigenanteil i.H.v. 656.000 EUR stellte die Stadt Lorch.
Im November 2009 schloss die Stadt Lorch mit dem bisherigen Eigentümer des Grundstückes und Gebäudes, Sebastian Graf von Kanitz einen Erbbaurechtsvertrag ab, nach dem das Hilchenhaus der Stadt für 99 Jahre überlassen wurde.
Anfang 2010 wurde in einem ersten Teilprojekt mit dem Abriss der Hotelruine sowie die Sicherung des unter dem Rohbau liegenden historischen Weinkellers des Weingutes Graf von Kanitz begonnen. Die hierfür veranschlagten Kosten lagen bei knapp 500.000 EUR.
Ein zweites Teilprojekt sah die Sanierung des historischen Gebäudes vor. Im Juni 2010 wurde bei einer europaweiten Ausschreibung die Architektenleistungen für die Modernisierung, Instandsetzung und den Umbau des historischen Hilchenhauses an das Architekturbüro smp aus Oestrich-Winkel vergeben.
Ein drittes Teilprojekt befasste sich mit der Außengestaltung, ein viertes mit der Umfeldgestaltung. Wegen der Kostenüberschreitungen beim Gesamtprojekt wurde im August 2012 versucht, die Kosten der Außenanlagen in ein Stadtumbauprogramm zu übernehmen.
Anfang 2014 konnten die Sanierungsarbeiten erfolgreich beendet werden, die Nutzung sieht momentan folgendermaßen aus:
- Erdgeschoss: Restaurant Hilchenkeller mit Küchenbereich.
- Erstes Obergeschoss: Rittersaal für kulturelle Veranstaltungen, öffentliche Sitzungen oder als Standesamt „Heiraten im Welterbe“, kann auch für private Zwecke gemietet werden. Hochterrasse für gastronomische Nutzungen im Zusammenhang mit dem Hilchenkeller.
- Zweites Obergeschoss: Vinothek, Tourist-Info (Eingang Neubau).
- Dachgeschoss: Lager